# Спицын, Владимир Иванович
Владимир Иванович Спицын (1893—1923) — русский учёный, химик-радиолог; был учеником И. А. Каблукова и А. П. Сабанеева.

## Биография
Родился 1 (13) июня 1893 года в Москве в семье конторского служащего, а позднее бухгалтера, Ивана Николаевича Спицына и его жены Екатерины Ивановны. В семье было пятеро детей. Один из братьев Владимира также стал учёным — В. И. Спицына.
С 1904 по 1912 годы учился в Московской практической академии коммерческих наук, где химию преподавал профессор А. М. Настюков. В 1912 году Спицын поступил на естественное отделение физмата Московского университета, где, уже начиная с первого курса, работал в лаборатории и занялся исследованиями в области радиоактивности, участвовал в радиологических экспедициях по обследованию южных районов России — на Кубани и в Крыму. По окончании университета, В. И. Спицын был оставлен в нём для подготовки к профессорскому званию. С 1917 года преподавал на физико-математическом факультете, с 1918 года — на кафедре неорганической химии медицинского факультета, с 1921 года — в Высшем зоотехническом институте и Московской горной академии. Принимал участие в организации производства редких элементов в Советской России.
Владимир Иванович Спицын был одним из основателей и руководителей созданного в 1922 году при Научно-техническом отделе ВСНХ РСФСР — Бюро по исследованию и промышленному применению редких элементов, а также возглавлял химическую секцию, одновременно являясь старшим радиологом Государственного радиевого института.
Жил в Москве на 1-й Мещанской улице, 128 (1890—1900, здание не сохранилось); в Тетеринском переулке, 12 (1900-е годы); в Николоворобинском переулке, 11 и 16 (1910-е годы, здание не сохранилось); на Малой Грузинской улице, 6 (до своей смерти, здание не сохранилось). Умер 16 февраля 1923 года. Похоронен на Пятницком кладбище.
Жизни и деятельности Владимира Ивановича Спицына посвящена книга В. И. Спицына и Н. К. Ламана.